# Ривјер ди Лу
Ривјер ди Лу (фр. Rivière-du-Loup) је град у Канади у покрајини Квебек. Према резултатима пописа 2011. у граду је живело 19.447 становника.

## Географија

### Клима
| Клима (Ривјер ди Лу)       | Клима (Ривјер ди Лу) | Клима (Ривјер ди Лу) | Клима (Ривјер ди Лу) | Клима (Ривјер ди Лу) | Клима (Ривјер ди Лу) | Клима (Ривјер ди Лу) | Клима (Ривјер ди Лу) | Клима (Ривјер ди Лу) | Клима (Ривјер ди Лу) | Клима (Ривјер ди Лу) | Клима (Ривјер ди Лу) | Клима (Ривјер ди Лу) | Клима (Ривјер ди Лу) |
| Показатељ \ Месец          | .Јан.                | .Феб.                | .Мар.                | .Апр.                | .Мај.                | .Јун.                | .Јул.                | .Авг.                | .Сеп.                | .Окт.                | .Нов.                | .Дец.                | .Год.                |
| -------------------------- | -------------------- | -------------------- | -------------------- | -------------------- | -------------------- | -------------------- | -------------------- | -------------------- | -------------------- | -------------------- | -------------------- | -------------------- | -------------------- |
| Средњи максимум, °C (°F)   | −8,5 (16,7)          | −6,8 (19,8)          | −1,2 (29,8)          | 5,6 (42,1)           | 14,3 (57,7)          | 20,2 (68,4)          | 22,9 (73,2)          | 21,6 (70,9)          | 16,0 (60,8)          | 9,2 (48,6)           | 2,0 (35,6)           | −5,1 (22,8)          | 7,5 (45,5)           |
| Просек, °C (°F)            | −12,6 (9,3)          | −10,9 (12,4)         | −5,1 (22,8)          | 1,8 (35,2)           | 9,1 (48,4)           | 14,9 (58,8)          | 17,8 (64)            | 16,5 (61,7)          | 11,4 (52,5)          | 5,5 (41,9)           | −1,0 (30,2)          | −8,7 (16,3)          | 3,2 (37,8)           |
| Средњи минимум, °C (°F)    | −16,7 (1,9)          | −14,9 (5,2)          | −9,0 (15,8)          | −2,0 (28,4)          | 3,9 (39)             | 9,6 (49,3)           | 12,5 (54,5)          | 14,4 (57,9)          | 6,8 (44,2)           | 1,8 (35,2)           | −4,0 (24,8)          | −12,4 (9,7)          | −1,1 (30)            |
| Количина падавина, mm (in) | 78 (30,7)            | 62,1 (24,45)         | 66,6 (26,22)         | 68,9 (27,13)         | 89,6 (35,28)         | 87,1 (34,29)         | 92,0 (36,22)         | 97,5 (38,39)         | 89,5 (35,24)         | 80,7 (31,77)         | 70,3 (27,68)         | 80,8 (31,81)         | 962,9 (379,09)       |
| [ тражи се извор ]         |                      |                      |                      |                      |                      |                      |                      |                      |                      |                      |                      |                      |                      |

## Становништво
Према резултатима пописа становништва из 2011. у граду је живело 19.447 становника, што је за 4,6% више у односу на попис из 2006. када је регистровано 18.586 житеља.
| 2006.  | 2011.  |
| ------ | ------ |
| 18.586 | 19.447 |